# Моя прекрасная няня
«Моя́ прекра́сная ня́ня» — российский комедийный телесериал производства «Амедиа» и «Sony Pictures Television», снятый по мотивам американского телесериала «Няня» (1993—1999).
Первые шесть сезонов транслировались на телеканале «СТС» с 27 сентября 2004 года по 12 октября 2006 года. Показ седьмого сезона — с 9 ноября 2008 года по 1 января 2009 года (сценарий седьмого сезона отчасти оригинальный).

## Сюжет
Действие сериала происходит в Москве. Главная героиня Вика Прутковская до пятнадцати лет жила в Мариуполе, затем — с родителями на окраине Москвы в районе Бирюлёво. Она работает в свадебном салоне своего жениха Антона Питекантропа и ждёт от него предложения руки и сердца. Когда ожидание затягивается, Вика уже напрямую спрашивает парня о его намерениях. Вот тут и оказывается, что Антон уже давно нашёл ей замену, как на работе, так и в личной жизни. 17 октября Виктория, оказавшись на улице, начинает торговать косметикой. Так она оказывается на пороге дома знаменитого музыкального продюсера Максима Шаталина, вдовца с тремя детьми. По ошибке её принимают за няню, которую ждали на собеседование. Происходит знакомство героини с членами семьи и работниками Шаталина. Максим Викторович не намерен брать на работу девушку без опыта и рекомендаций, но в безвыходной ситуации (приём со спонсорами сегодня, а дети без присмотра) ему приходится рискнуть.
Со временем яркая и позитивная няня приносит новые краски в дом и жизни домочадцев. Дети относятся к ней как к маме, которой им так не хватает, дворецкий Константин Николаевич находит в ней верного друга, а Шаталин начинает видеть в ней больше, чем просто прислугу. Всю идиллию портит коллега Максима Жанна Ижевская, которая уже много лет влюблена в него и ревнует мужчину к его новой няне. Кроме того, в дом часто наведываются многочисленные родственники Прутковских. В основном, мама Вики и её бабушка, которые со временем становятся настоящими членами семьи.
Виктория не раз говорит, что для неё семья — святое понятие, и требует этого от Максима, который забросил детей и занят работой. Её усилиями Шаталин начинает интересоваться жизнями дочерей и сына и проводить с ними больше времени. Да и сама Виктория начинает привязываться к детям и уже считает их своими.
Параллельно развивается линия взаимоотношений между Шаталиным и няней. Максим, который после смерти жены перестал смотреть на девушек, влюбляется в весёлую и непосредственную Вику. Она отвечает ему взаимностью. Ситуацию усложняет паническая боязнь Максима к переменам. Переломным моментом становится поездка в Санкт-Петербург, возвращаясь из которой, герои попадают в зону сильной турбулентности. Максим, полагая, что самолёт падает, признаётся Вике в своих чувствах. Тем не менее позже он всё же паникует и берёт свои слова обратно. Это приводит девушку в бешенство: теперь Вика отчётливо осознаёт нежелание мужчины что-то менять. Она понимает, что ждать ещё одного признания можно очень долго. Поэтому теперь Виктория ведёт себя как свободная женщина и начинает свободно встречаться с мужчинами, даже пару раз едва не выходит замуж, что нередко вызывает массу комических ситуаций.
Всё меняется, когда в 6 сезоне Вика узнаёт, что она уже несколько лет как замужем за гидом из города Сочи. Девушка с подругой едут искать непутёвого мужа, чтобы заставить его развестись. Шаталин поначалу считает, что его любимая нашла в Сочи нового ухажёра, а когда прилетает за Викой, узнаёт, что она уже замужем. Это приводит мужчину в бешенство, он требует развода девушки с её мужем. Вика же из злости отказывается: «А я не понимаю, зачем мне разводиться с Петрушей? Разведусь, а потом долгие годы буду ждать, когда мне кто-то сделает предложение?». После этого разговора Максим делает Вике предложение: «Когда я подумал, что ты уехала в Сочи, чтобы выйти там за кого-то замуж, я понял, что буду полным идиотом, если отпущу тебя».
В конце 6 сезона герои женятся. В седьмом сезоне семья Шаталиных переезжает на Рублёвку, где Виктории приходится снова пробивать свое место под солнцем среди высокомерных рублёвских жен. Она пробует открыть ресторан, картинную галерею и даже стать модным гламурным писателем. В конце 7 сезона Константин Николаевич делает предложение Жанне Ижевской, а Вика радует Максима грядущим прибавлением в семействе.

## В ролях
- Анастасия Заворотнюк — Виктория Владимировна Прутковская (в замужестве — Шаталина), няня детей Максима Викторовича, позже — его жена. Родилась 3 апреля 1971 года в Одессе. До 15 лет жила в Мариуполе, затем с родителями переехала в Москву, в Бирюлёво. Старательно скрывает свой возраст (в первых сезонах говорится, что ей 33 года, этот факт подтверждает то, что в 130 серии было упомянуто, что Вика выпустилась из школы в 1989 году, проведя подсчёты, можно вычислить, что она родилась в 1971 году), но часто оказывается на грани провала. По специальности парикмахер, училась в ПТУ. Окончила модельную школу. Любит дискотеки, всякого рода вечеринки, яркий, боевой макияж и вызывающую одежду. До работы няней продавала свадебную одежду в бутике, который держал её парень Антон. Имеет подруг Веру (в первых сезонах) и Галю. Бойкая, симпатичная и добрая девушка, нередко попадает в конфузные, нелепые ситуации, но всегда находит из них выход. Обожает детей Шаталина, Константина Николаевича и свою семью, состоящую из мамы Любы, папы Владимира и бабы Нади. Буквально грезит свадьбой с Шаталиным, как и её мама Любовь Григорьевна. В финале 6-го сезона становится законной женой Максима.
- Сергей Жигунов — Максим Викторович Шаталин, известный российский продюсер, в 7 сезоне — муж Виктории. Учился в одном классе с Дмитрием Харатьяном. После того, как в 1999 году (22 серия) после 15 лет совместной жизни у него умерла первая жена Ольга Шаталина, он стал убеждённым холостяком. Чувства между Максимом и Викой проявляются уже в 1 сезоне и развиваются с каждой серией, но Максим всё не решается сделать первый шаг и старается держать Викторию на расстоянии. В 3 сезоне Максим опрометчиво признаётся ей в любви, когда они оба попадают в зону турбулентности в самолёте, но уже в следующей серии забирает свои слова обратно, чем приводит её в ярость. С этого момента их отношения меняются: Вика знает о чувствах, но понимает, что не может ждать его вечно. Максим, в свою очередь, не торопится сделать шаг навстречу Виктории, но, тем не менее, ревнует её к кавалерам и боится, что может потерять её. В 6 сезоне он делает ей предложение, и они женятся. Максим — любящий отец и муж. В сложных отношениях с матерью и отцом. Есть сестра Ирина и брат Николай (Николя).
- Борис Смолкин — Константин Николаевич Семёнов, дворецкий в доме Максима Викторовича. Находится в дружеских отношениях с няней Викой, но иногда между ними бывают ссоры, а также проявляет интерес к Любови Григорьевне, матери Вики. Наблюдает за отношениями Виктории и Максима и старается приложить все усилия к их развитию. Не упускает возможности подшутить над Жанной Аркадьевной, частенько отпускает едкие комментарии в её адрес, иногда ладит с ней и в конце концов оказывается, что просто любит её. Делает ей предложение в финале сериала. Константин умён, находчив, добр. Любит подслушивать и подглядывать, чтобы быть в курсе всех событий в доме, о чём окружающие почти всегда заранее знают. Шутки постоянно отпускает в английском стиле, что связано с его бывшей работой в советском посольстве в Великобритании, где он заведовал протоколом.
- Ольга Прокофьева — Жанна Аркадьевна Ижевская, финансовый директор. Работает вместе с Максимом в его доме и ухаживает за ним. Ей кажется, что она влюблена (что, возможно, было на самом деле), и поэтому мечтает женить его на себе, но её уверенность в своих амбициозных планах постепенно теряется. Продолжает ластиться к Шаталину даже после его женитьбы на Виктории. Не испытывает никакой привязанности к детям Максима, порой даже забывает их имена, недолюбливает няню Вику и мечтает об её увольнении. Постоянно становится объектом шуток Константина и попадает в неприятные ситуации, подстроенные им, но и такое своеобразное, почти в школьном стиле внимание со стороны мужчины становится поводом завести роман. Константин делает ей предложение в конце 7 сезона. Несмотря на сложный характер, работник Жанна незаменимый, имеет множество связей, умна и расчётлива, обладает деловой хваткой, и без её помощи Максиму пришлось бы туго. Как у Максима, так и у Жанны с родителями непростые взаимоотношения (отец приезжал к ней в одной из серий, в другой серии Жанна разговаривала с матерью по телефону на повышенных тонах). Кроме того, у Жанны Аркадьевны есть брат Арнольд.
- Любовь Полищук (†) — Любовь Григорьевна Прутковская, мать Вики. Любовь Григорьевна — женщина, любящая покушать, особенно жалует буженину, а также сладости. Иногда пребывает в депрессии из-за диеты. В любое время дня и ночи может появиться в доме Шаталиных и попросить дворецкого Константина приготовить ей что-нибудь вкусное. Активная, громкоголосая женщина, она постоянно наставляет дочь Вику и контролирует свою маму Надежду. Мечтает выдать Вику замуж за Максима. Любовь Григорьевна — добрая, искренняя женщина, не привыкшая скрывать свои чувства и эмоции — может и затрещину дать, и расцеловать. Искренне любит Максима, детей, а с Константином они вообще добрые друзья. В связи со смертью Любови Полищук после 6 сезона, по сюжету, умерла и её героиня.
- Алексей Кирющенко / Александр Леднёв / Александр Филиппенко — Владимир Владимирович Прутковский, отец Вики. До 7 сезона его не показывали в кадре, появился в сериале после смерти актрисы Любови Полищук, исполняющей роль матери Виктории Владимировны. Родился в Санкт-Петербурге, о чём упоминалось в первой серии. По словам Любови Григорьевны, по профессии — сантехник. Немного глуховат и чудаковат. Носит ярко-рыжий парик, скрывая лысину. Хвастливый и плутоватый, пожилой, но усердно молодящийся мужчина. Халявщик и любитель лёгкой наживы. Любит выпить и приврать, чем часто ставит дочь и других родственников в неловкое положение. Также неравнодушен к футболу.
- Ирина Андреева — Ксения Максимовна Шаталина, младшая дочь Максима Викторовича. Очень серьёзная и «продвинутая» девочка, посещающая психоаналитика. Сыплет разными научными терминами, особенно в первых сезонах. Умная, немного замкнутая, но в процессе общения с Викой и её роднёй раскрепощается и находит друзей.
- Екатерина Дубакина — Мария Максимовна Шаталина, старшая дочь Максима Викторовича. Родилась в середине-конце января. Постоянно крутит романы с парнями и пытается уйти из дома на разные сомнительные мероприятия, что частенько вызывает гнев у отца. Дружелюбная и довольно общительная, быстро нашла общий язык с Викой.
- Павел Сердюк — Денис Максимович Шаталин, сын Максима Викторовича. Хочет казаться старше своих лет, не всегда ладит с отцом. Часто ссорится с сёстрами. Любит искать поддержку у Вики. Денис любит повеселиться, пошутить, он довольно остроумен и находчив. Иногда может быть пошловатым, увлекается «журналами для взрослых» и просмотром эротических телеканалов.
- Александра Назарова — Надежда Михайловна (Баба Надя), бабушка Вики по материнской линии. Своеобразная, эпатажная женщина с ужасающими манерами, но добрым сердцем. Страдает старческим склерозом. Считает Максима мужем Вики практически с первой серии, а детей Максима — ещё и Викиными детьми, часто не может вспомнить их имена, в то же время забывает, что её дочь уже давно замужем. Недолюбливает зятя, но после смерти дочери её отношение к нему теплеет. Несмотря на возраст, увлекается мужчинами, в основном, своих лет. В 100 серии выходит замуж за африканца Сэма. Много курит, в начале сериала у неё была сиделка.
- Гульнара Нижинская — Вера Романюк (фамилия была упомянута в 33 серии), подруга и бывшая одноклассница Вики, а также бывшая коллега в бутике. Экстравагантная девушка со странноватой внешностью, напоминающей стиль эмо. Носит короткую стрижку. Часто сообщает Вике о последних событиях жизни Антона и Светланы, его новой невесты, в результате чего зритель почти полностью осведомлён о ходе их отношений. После 3 сезона актриса Гульнара Нижинская отказалась продлевать контракт, в результате чего героиня исчезла из сериала.
- Олеся Железняк — Галя Копылова, подруга и бывшая одноклассница Вики. Появилась в 50 серии. Добродушная и весёлая, подвижная. Немного глупа. Живёт на окраине Москвы с родителями. Вика иногда ей об этом напоминает, причём не всегда вежливо, потому что на фоне Гали она выглядит эффектно. В конце сериала умнеет. Галя — девушка возраста неопределённого, но в одной из серий упоминается о том, что Вика младше её приблизительно на два года.

### В эпизодах
- Илья Бледный — Антон Питекантроп, бывший жених Вики, владелец магазина «Одежда от Антона» в Бирюлёво (1 и 12 серии), с 51 серии — муж Светланы.
- Филипп Бледный — Жора, парень Маши (1, 2, 38 серии).
- Борис Каморзин — композитор (3 серия, в титрах — Карамзин) / аккомпаниатор (25 серия, в титрах — Камарзин) / Дед Мороз (43 серия) / музыкант (86 серия).
- Григорий Перель — мужчина на музыкальном прослушивании, приглашённый Жанной Аркадьевной (3 серия).
- Георгий Мартиросян — Борис Шторм (5 серия).
- Эдуард Радзюкевич — Эдуард, фотограф в модельном агентстве (7 и 63 серии) / фотограф (130 серия).
- Яна Романченко — Ирина Викторовна Шаталина, сестра Максима Шаталина (8 серия).
- Виктор Супрун — Сергей, водитель Ирины Шаталиной (8 серия).
- Николай Денисов — дядя Яша, родственник Вики из Одессы (10, 33, 99 и 133 серии).
- Андрей Бутин — один из судей конкурса «Дворецкий года» (10 серия) / Степан Удальцов, друг детства Максима Шаталина и его одноклассник по Суворовскому училищу, генерал-майор (54, 132 и 136 серии).
- Константин Карасик — Вячеслав Германович Звонарёв, критик (11 серия).
- Владимир Долинский — Аркадий Ижевский, отец Жанны (15 серия).
- Катерина Африкантова — актриса театра (16 серия).
- Марина Богомолова — Рената (17, 31 и 43 серии).
- Расми Джабраилов — Зубанов (18 серия).
- Татьяна Орлова — Олимпиада Осиповна Кащеева (в девичестве Киморова), учительница физкультуры у Маши (а ранее — у Вики) (19 серия).
- Владимир Виноградов — ведущий всевозможных телепередач и шоу, куда попадает Вика (20, 46 и 122 серии).
- Наталья Громушкина — Лиза (22 серия).
- Татьяна Кравченко — Клара Карловна Мюллер, няня Максима (23 серия).
- Нонна Гришаева — Нина Владимировна (урождённая Прутковская), сестра Вики, «мисс Жмеринка-99» (25 серия).
- Алексей Кирющенко — Роман, гувернёр Виталика (30 серия) / камео (133 серия) / Джон, сценарист из Америки (137 серия).
- Иван Витер — Петя Шорохов, юная звезда рекламы (34 серия).
- Игорь Кистол — Алексей, владелец похоронного бюро (35 серия).
- Максим Глебов — мужчина с букетом (40 серия).
- Никита Ефремов — Стас (42 и 58 серии).
- Дмитрий Шаракоис (в титрах — Козлов) — Вася, сосед семьи Прутковских (44 серия).
- Алексей Лысенков — Арнольд Аркадьевич Ижевский, брат Жанны (46 серия).
- Нина Русланова — тётя Фая, кузина Любови Григорьевны, заведует кафе «Бирюльки» (47, 109 и 133 серии).
- Макар Запорожский — Миша, сосед по даче Шаталиных, гость вечера в кафе «Бирюльки» (47 серия).
- Алексей Куличков — охранник ювелирного магазина (49 серия).
- Татьяна Жукова-Киртбая — Серафима Прутковская (баба Сима), бабушка Вики по отцовской линии (57 серия).
- Виктор Бакин — Николай (Николя) Шаталин, брат Максима Шаталина (59, 69 и 131 серии).
- Евгений Воскресенский (в титрах — Вознесенский) — Кашперюк, пластический хирург (63 серия).
- Валерий Сехпосов — официант (65 серия).
- Денис Рожков — Лыско, участковый (66 серия).
- Мохамед Абдель Фаттах — Миша, друг парня Жени (67 серия).
- Ольга Хохлова — учительница биологии (70 серия).
- Аристарх Ливанов — Виктор Шаталин, отец Максима Шаталина (71 серия).
- Алёна Яковлева — Женя, жена Виктора Шаталина (71 серия).
- Андрей Биланов — Мирон Козодоев (72 серия).
- Ольга Прохватыло — тётя Рая, тётя Вики (73 и 95 серии).
- Александр Никифоров — Фёдор Иванович, муж тёти Раи (73 серия).
- Виктория Пьер-Мари — вероятная мать Вики (74 серия).
- Сергей Бурунов — агент риэлторской компании «Монотеп» (77 серия).
- Сергей Заботин — старик (77 серия).
- Михаил Бескоровайный — Люсик, начинающий грабитель (81 серия).
- Даниил Эльдаров — тележурналист (81 серия) / Роман, техник (161 серия).
- Андрей Межулис — Юрий Кремов, режиссёр рекламных роликов (82 серия).
- Мария Порошина — Люсьена Фиалкова (Люся Филькина) (83 серия).
- Елена Морозова — певица Непруха (84 серия).
- Анна Якунина — Элен, продюсер певицы Непрухи (84 серия) / Вера, известная пианистка, жена генерала Бирюкова (135 серия).
- Валерий Гаркалин — Франсуа Ляпен (Фёдор Ляпкин), писатель (86 серия).
- Ольга Блок-Миримская — Шура, двоюродная сестра Вики (91 серия).
- Михаил Полицеймако — режиссёр телесериала (93 серия) / Виктор («Вонючка»), солист панк-рок группы «Гоблины» (110 серия).
- Валерий Ярёменко — Лерик, актёр телесериала (93 серия).
- Камиль Ларин — Леонид, новый дворецкий, приглашённый Жанной Аркадьевной (95 серия).
- Сергей Шустицкий — аналитик Александр Пардон (100 серия).
- Татьяна Догилева — Наталья Канарейченко, актриса (101 серия).
- Марина Есипенко — Амалия, спонсор (111 серия).
- Мария Куликова — Ангелина Родэ (118 серия).
- Максим Щёголев — Сергей, попрошайка (118 серия).
- Анна Дубровская — Алиса (120 серия).
- Наталья Гудкова — Маргарита Михайловна Матусевич, спонсор (121 серия).
- Александр Дзюба — Толик, одноклассник Вики (130 серия).
- Вадим Демчог — Бабахский, пиротехник (132 серия).
- Владимир Майсурадзе — Евгений, приятель Жанны Аркадьевны (136 серия).
- Елена Чарквиани — Надя, одноклассница Жанны Аркадьевны (138 серия).
- Ксения Энтелис — Елена Андреевна Курощупова, рублёвская литераторша, пишущая под псевдонимом Елена Байрон; знакомая Вики (7 сезон).
- Ангелина Варганова — Изольда Михайловна, подруга Елены (7 сезон).
- Вячеслав Манучаров — Олег, артист мюзикла, ухажёр Жанны Аркадьевны (149 серия).
- Нина Персиянинова — массовик-затейник (162 серия).
- Михаил Казаков — Коля «Памперс» (169 серия).
- Юрий Быков — охранник премьер-министра (173 серия).

### Приглашённые знаменитости
- Николай Басков — камео (15 серия).
- Геннадий Хазанов — Жорес Клещенко, актёр (19 серия) / тамада на свадьбе (133 серия).
- Фёдор Бондарчук — камео (26 серия).
- Александр Песков — камео в образе Маши Растутиной (28 серия).
- Наташа Королёва — камео (29 серия).
- Сергей Глушко — камео (29 серия).
- Антон Макарский — Женя, одноклассник Виктории (32 серия).
- Армен Джигарханян — Иван Иванович Джагашвили, актёр (36 серия).
- Группа «Премьер-министр» — камео (36 серия)
- Владимир Пермяков — Лёня Голубков, председатель общества обманутых вкладчиков (37 серия).
- Станислав Садальский — Юрий Пробкин, богач, сделавший состояние на пустых бутылках и пробках (37 и 133 серии).
- Галина Польских — Елизавета Шаталина, мама Максима Викторовича Шаталина (40 серия).
- Андрей Григорьев-Апполонов — камео (42 серия).
- Юрий Хашимов — камео, соперник Вики по игре (46 серия).
- Александр Эдигер — камео, соперник Вики по игре (46 серия).
- Михаил Шац — психотерапевт (49 серия).
- Татьяна Лазарева — Таня, учительница Дениса по математике (53 серия).
- Марина Хлебникова — камео (59 серия).
- Александр Цекало — Саша, слепой (60 серия).
- Сергей Белоголовцев — Серж Жеглов, хоккеист ЦСКА (65 серия).
- Бари Алибасов — камео (68 серия).
- Эвелина Блёданс — Лариса Ивановна (72 серия).
- Гарик Харламов — Стас, журналист жёлтой газеты (78 серия).
- Сергей Сивохо — камео (80 серия).
- Сергей Пенкин — камео (94 серия).
- Наталья Крачковская — камео (97 серия).
- Светлана Конеген — камео (101 серия).
- Дмитрий Маликов — камео (103 и 133 серии).
- Филипп Киркоров — камео (116 серия).
- Группа «Чай вдвоём» — камео (117 серия).
- Алла Довлатова — жена Пробкина (133 серия).

## Производство телесериала
- На роль няни Вики могла быть приглашена Наташа Королёва[1]. Правда, Наташа ограничилась эпизодической ролью, сыграв саму себя. Также на эту роль пробовались Жанна Фриске, Амалия Мордвинова, Ольга Шелест, Ольга Чудакова, Нонна Гришаева, Лолита Милявская[2], Татьяна Гордеева, Эвелина Блёданс[3], Елена Корикова, Екатерина Климова[4], Алика Смехова[5] и другие.
- Первоначально планировалось снять пять сезонов, однако благодаря высоким рейтингам[6][7] телесериал сначала было решено продлить на шестой сезон (снят в начале 2006 года)[8], а затем и на седьмой сезон (съёмки в январе-мае 2008 года)[9][10].
- Когда снимался 6 сезон телесериала, Любовь Полищук уже была тяжело больна. Серия «Долгожданная свадьба» — единственный эпизод, в котором снялась Любовь Полищук после выхода из больницы[11].
- На протяжении шести сезонов сериала ни разу не был показан муж Любови Григорьевны и отец Вики — Владимир Прутковский, хотя часто находился вроде бы поблизости от происходящих действий. В 44 серии можно было увидеть фотографию с ним и Любовью Григорьевной, на которой он был изображён со спины, а в 132 серии он лежал под одеялом в комнате Вики. Создатели сериала решили показать папу Вики в финальной серии 6 сезона (133 серия — «Долгожданная свадьба»), тогда его сыграл полковник милиции Александр Леднёв, однако сцена оказалась неудачной и при монтаже она была убрана из серии[12]. Но отец Виктории в ситкоме позже всё-таки появился — в продолжении 2008 года (7 сезон) — правда, его сыграл уже другой актёр (Александр Филиппенко). Решение об участии отца Виктории было принято после смерти Любови Полищук (28 ноября 2006 г.). Авторы сериала приняли решение не вводить на роль матери Вики замену.
- Сценарий седьмого сезона оригинальный, написан командой американских и российских авторов (к седьмому сезону материал для адаптации закончился, так как за первые шесть сезонов были адаптированы все серии американского сериала «Няня»)[10].

Сезоны
| Сезон | Сезон | Серии                         | Период трансляции               |
| ----- | ----- | ----------------------------- | ------------------------------- |
|       | 1     | 25                            | 27 сентября — 29 октября 2004   |
|       | 2     | 20                            | 8 декабря 2004 — 12 января 2005 |
|       | 3     | 23                            | 10 февраля — 17 марта 2005      |
|       | 4     | 20                            | 20 апреля — 19 мая 2005         |
|       | 5     | 16                            | 20 июня — 11 июля 2005          |
|       | 6     | 10                            | 26 — 30 декабря 2005            |
| 6     | 6     | 10 — 12 мая 2006              |                                 |
| 13    | 6     | 18 сентября — 12 октября 2006 |                                 |
|       | 7     | 40                            | 9 ноября 2008 — 1 января 2009   |

## Шеф-редакторы и сценаристы
Шеф-редакторы
- Сергей Плотов (1—5, 7 сезоны)
- Сергей Осташко (40—100 серии)
- Саид Давдиев (6 сезон)
- Сергей Борзунов (7 сезон)

Сценаристы

| - Наумочкин Константин (1—7 сезоны) - Щедринский Михаил (1—5 сезоны) - Муслимов Шабан (1—5 сезоны) - Яковлев Андрей (1—5 сезоны) - Овчинников Алексей (1—5 сезоны) - Кузьменко Павел (1—5 сезоны) - Медведев Алексей (1—5 сезоны) - Епищев Илья (1—5 сезоны) | - Мишин Дмитрий (1—5 сезоны) - Щедринский Валерий (1—5 сезоны) - Мамедов Станислав (1—5 сезоны) - Давдиев Саид (1—5 сезоны) - Галанов Андрей (1—5 сезоны) - Голованов Вадим (1—7 сезоны) - Шелякин Евгений (1—5 сезоны) - Осипов Игорь (1—5 сезоны) | - Каранович Алексей (1—5 сезоны) - Рабинович Леонид (1—5 сезоны) - Осташко Сергей (3—5 сезоны) - Романов Роман (6—7 сезоны) - Плотов Сергей (6 сезон) - Исаков Юрий (6 сезон) - Филиппов Иван (7 сезон) - Борзунов Сергей (7 сезон) |

## Награды
- 2 премии «ТЭФИ-2005»[13] в категориях:
  - «Исполнительница женской роли в телевизионном фильме/сериале» (Анастасия Заворотнюк);
  - «Продюсер» (Александр Акопов, Александр Роднянский, Константин Наумочкин).
- Номинация на премию «ТЭФИ-2009» в категории «Ситком»[14].

## Издания
- 1-й сезон сериала выпущен на видео-CD в 2004 году.
- Выпущены на DVD (цветное PAL (Eastman Kodak), 1,33:1; Dolby Digital (Stereo) 2.0; язык — Русский; Субтитры — украинский (7 сезон), издатель Союз Видео). Диск включает бонусы — обои с главными героями и музыка из сериала.